# بید سرخ
 بید سرخ(نام علمی: Salix purpurea) نام یک گونه از سرده بید است.